# Kazuma Kodaka
 (juillet 2025).
Si vous disposez d'ouvrages ou d'articles de référence ou si vous connaissez des sites web de qualité traitant du thème abordé ici, merci de compléter l'article en donnant les références utiles à sa vérifiabilité et en les liant à la section « Notes et références ».
Kazuma Kodaka (こだか 和麻, Kodaka Kazuma), née le 16 novembre 1969 à Kōbe, est une mangaka japonaise. 

## Biographie
Elle commence sa carrière en 1989 dans le magazine Shōnen Champion. Elle se fait surtout connaître pour des mangas appartenant au genre yaoi, prétexte à des scènes érotiques entre jeunes hommes. Elle réalise aussi de nombreux dōjinshi, ou parodie de mangas ou animes connus comme Les Samouraïs de l'Éternel, Slam Dunk, Hikaru no Go, Prince of Tennis, Fullmetal Alchemist, Yakitate!! Japan et Gankutsuou.
Ses mangas les plus connus sont Not Ready?! Sensei et Kizuna, qui a été traduit en anglais, allemand et français. Elle représente souvent des héros androgynes, conformément au canon du shōjo manga. Ils évoluent dans le quartier gay de Shinjuku ni-chome mais ont parfois des liens avec les yakuza de la mafia japonaise.

## Publications
- Border (2008 ; 5 tomes)
- Kizuna (1992-2008, 11 tomes) ;
- sex therapist (2006) ;
- Sessa Takuma! (1993)
- Kimi wa Hero
- Kimera (1995-1996, 2 tomes)
- Kiss Me, Teacher (Kusatta Kyōshi no Hōteishiki, 1993-2002, 10 tomes)
- Sebiro no Housekeeper (1995 et 1997, 2 tomes)
- Kodaka Kazuma Illustrations (1997)
- Midare Somenishi (1999)
- Not Ready?! Sensei (2000 et 2004, 2 tomes)
- Mezase HERO! (2001 et 2004, 2 tomes)
- Ihōjin Etoranze (2003)